# La La Love You
La La Love You es un grupo de música pop punk e indie rock originario de Parla, Madrid. Sus miembros son Roberto Amor (voz y guitarra), David Merino (voz y guitarra), Lydia Carré (coros y bajo) y Oscar Hoyos (batería).
Han publicado tres discos: Umm... Que rico! (2009), La La Love You (2013) y Blockbuster (2023). También han publicado varios singles, entre ellos «El fin del mundo» (2019), que alcanzó el triple Disco de Platino.

## Historia

### Inicios:El Umbral Del Malpighi
Todo empieza en 1996, cuando Roberto Amor, David Merino y Rafa Torres (batería original del grupo) se conocen al empezar el instituto. Los tres tienen pasión por los mismos grupos. David y Rober siempre habían soñado con tener un grupo de música, así que, con el dinero que les sobró de la venta de boletos para el viaje de fin de curso, decidieron comprar un bajo y una guitarra. Como ninguno de los dos tenía conocimientos de música, Rober decidió empezar a tocar el bajo porque pensaba que era el instrumento que hacía los solos, así que David tuvo que aprender a tocar la guitarra. Al poco tiempo, Rafa empezó a tocar la batería para unirse al grupo, al que más tarde le llamarían El Umbral Del Malpighi. Este nombre provenía del libro de biología que tenían en el instituto (corresponde a una parte del riñón).    
En un principio, todas las canciones que componían eran en inglés, ya que los grupos que escuchaban, como Los Ramones, cantaban en ese idioma. Años más tarde se dieron cuenta de que en el ámbito nacional también se hacía punk-pop, así que empezaron a componer en castellano. Al hacer el cambio de idioma también cambian de nombre, y pasan a llamarse La La Love You, en honor a la canción La La Love You de The Pixies.                                                                                

### Primeras canciones de La La Love You
Tras el verano de 2004, Jorge Retamosa, amigo y compañero de clase de David, se une al grupo para tocar la guitarra y el teclado, y poco después graban sus primeras maquetas que pertenecen al EP 'Punki-Pop'. 
Pocos años después, se une al grupo Miguel Fernández para tocar el teclado, y en 2009 publican su primer LP, 'Umm... Que Rico!'. En este disco podemos escuchar canciones como 'Palomitas para Dos', 'Flash de Limon', 'Sabesquetequiero' o 'Miriam Díaz Aroca', canción que más tarde llegaría a oídos de la propia Miriam y que grabarían con ella el videoclip de esta canción.            
• También han colaborado en las letras de otros artistas, entre ellos Melendi. El vocalista Roberto Amor ayudó al artista a escribir Saraluna, del álbum Un alumno más. También ayudó en dos canciones de su último álbum, 'Violeta' y 'Al Otro Lado Del Pacífico'.    

### Gala de preselección Eurovisión 2009
Tras ver a La Casa Azul el año anterior en la gala de preselección, La La Love You se animan y participan para ir a Moscú a representar a España en Eurovisión. Finalmente, quedan en el tercer puesto y Soraya Arnelas gana la gala y va a  representar al país.  

## Discografía

### 'Punki-Pop' 2004 (EP)
- Sabes que te quiero
- Palomitas para Dos
- Un John Wayne por ti

### 'Princesitas' 2005 (EP)
- Cocodrilo
- Miriam Díaz Aroca
- Mi chica sideral

### 'Umm... Que rico!' 2009 (LP)
- Sabesquetequiero
- Palomitas para Dos
- Tu Lista
- Cocodrilo
- Mariposas
- Mi Chica Sideral
- No Es Punki-Pop
- Miriam Diaz Aroca
- Peter y Wendy
- Flash de Limon
- Un John Wayne por Ti
- Flik y Flak

### Me quedo con tu cara' 2010 (EP)
- Super (héroe)
- Alucina Vecina
- Laponia
- Ven Junto a Mi

### La La Love You' 2013 (LP)
- Intro
- Más Colao Que el Colacao
- Irene
- Lo Siento, Nena
- Poco a Poco
- Pócima de Amor
- Late Late Late
- Laponia
- Super (Héroe)
- Es Inevitable
- Alucina Vecina
- El Momento Perfecto
- Dime por Qué
- Todo al Dos

### La La Love You Bonus' 2020 (LP)
- Intro
- Más Colao Que el Colacao
- Irene
- Lo Siento, Nena
- Poco a Poco
- Pócima de Amor
- Late Late Late
- Laponia
- Super (Héroe)
- Es Inevitable
- Alucina Vecina
- El Momento Perfecto
- Dime por Qué
- Todo al Dos
- El Fin del Mundo
- Quédate Conmigo
- Ven Junto a Mi
- El Fin del Mundo (INNMIR & ELYELLA Remix)

### 'Blockbuster' 2023 (LP)
- El principio de algo, con Samuraï
- Polaroid
- Himno (para los que están jodidos) con Allison
- Big Bang
- Willy El Tuerto
- Quiero Quedarme para Siempre con RENEE
- Todo mal
- La Canción del Verano
- Los ojos, chica, no mienten, con Estrella Morente
- Canción a quemarropa
- Mantita y peli
- El Día de Huki Huki
- Cero en conducta
- Mierda, te quiero...

### Singles
- La Pócima del Amor, 2013
- No, 2017
- Si Nos Decimos Adiós, Que Sea Bailando, 2018
- Susana, 2018
- Miedo y Futuro, 2019
- Por Todas Esas Cosas, 2019
- El Fin del Mundo, 2019
- El Fin del Mundo (INNMIR & ELYELLA Remix) 2020
- Quédate Conmigo (con Arkano, Suu y Oscar Hoyos!) 2020
- La Canción del Verano, 2021
- La Canción del Verano (Buffetlibre Remix) 2021
- El Día de Huki-Huki (con Dani) 2021
- Big Bang (con Delaporte) 2021
- Tenía Tanto Que Darte (con Nena Daconte) 2021
- Quiero Quedarme para Siempre (con RENEE) 2022
- El principio de algo (con Samuraï) 2023
- Himno (para los que están jodidos) (con Allison) 2023
- Himno (para los que están jodidos) [DJ Nano Remix] 2023
- El Principio de algo (INNMIR & WISMEN PROJECT REMIX) 2023
- No se te puede dejar nada, 2024
- El Hombre del Tiempo, (con Álvaro De Luna), 2024
- Una boda en Las Vegas, 2025

### Colaboraciones para otros artistas
- Chingadazo de Kung Fu, Tabique de Oro, 2018
- Era Paraíso, Pastilla Azul, 2021
- Veintiuno, La Llorería, 2021
- Alfred García, Mi Canción, 2021
- Suerte Campeón, Ay, Qué Dolor,  2022
- Lérica, La Teoría, 2022
- ELYELLA, Que nada nos pare (lo más importante), 2022
- Despistaos, Estrella, 2022
- Pignoise, Cama Vacía, 2023
- Funambulista, Que nadie me llore, 2024